# Groupe de protection et de sécurité des réseaux
Pour les articles homonymes, voir GPSR.
Le Groupe de protection et de sécurité des réseaux (GPSR) ou « sûreté RATP » est le groupe de sûreté de la RATP dont la mission est de protéger, assister et sécuriser tant les voyageurs que le personnel sur l’ensemble des réseaux bus, métro, RER et tramways gérés par l'entreprise.

## Historique

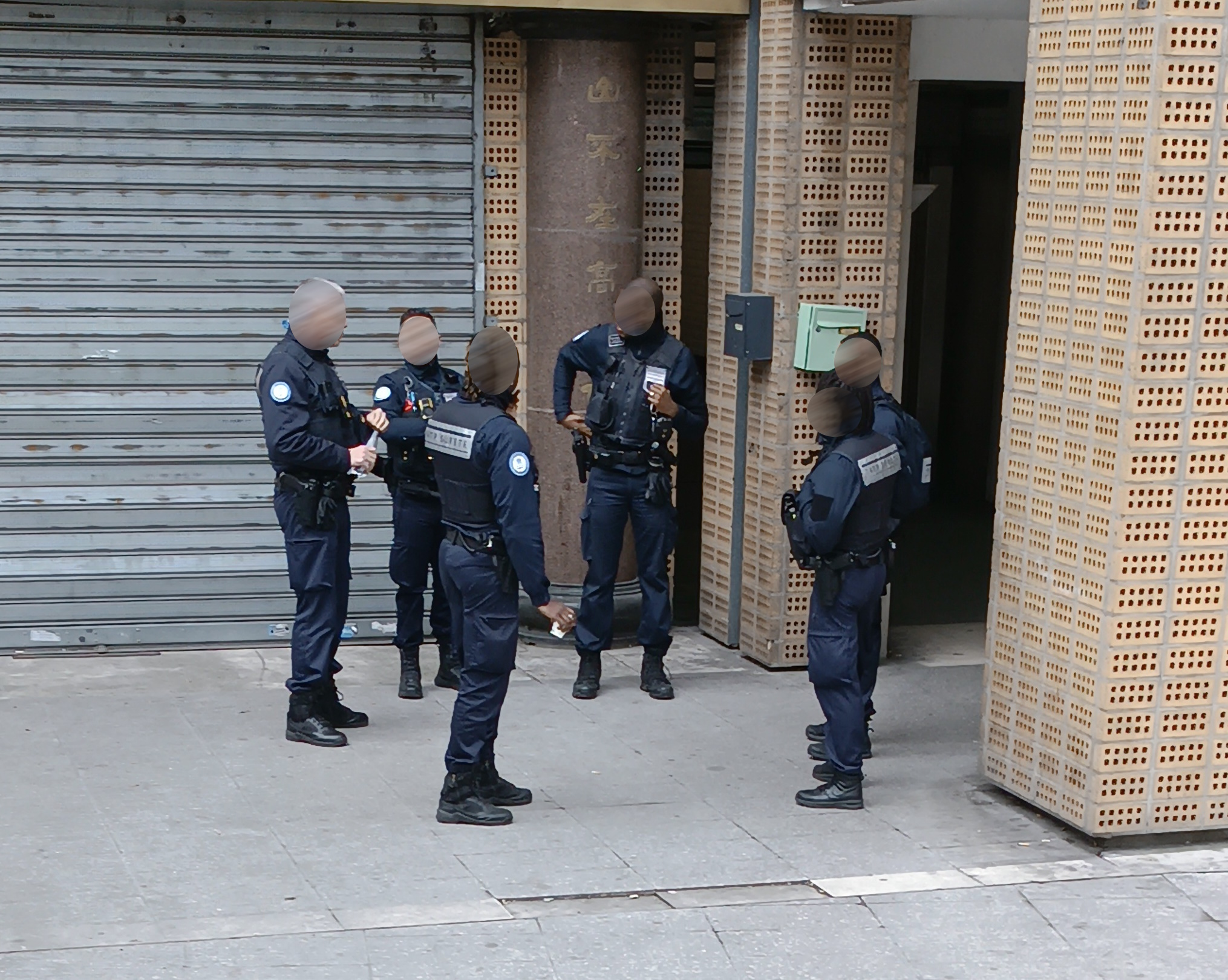
Agents du GPSR à la sortie d'une station de métro.

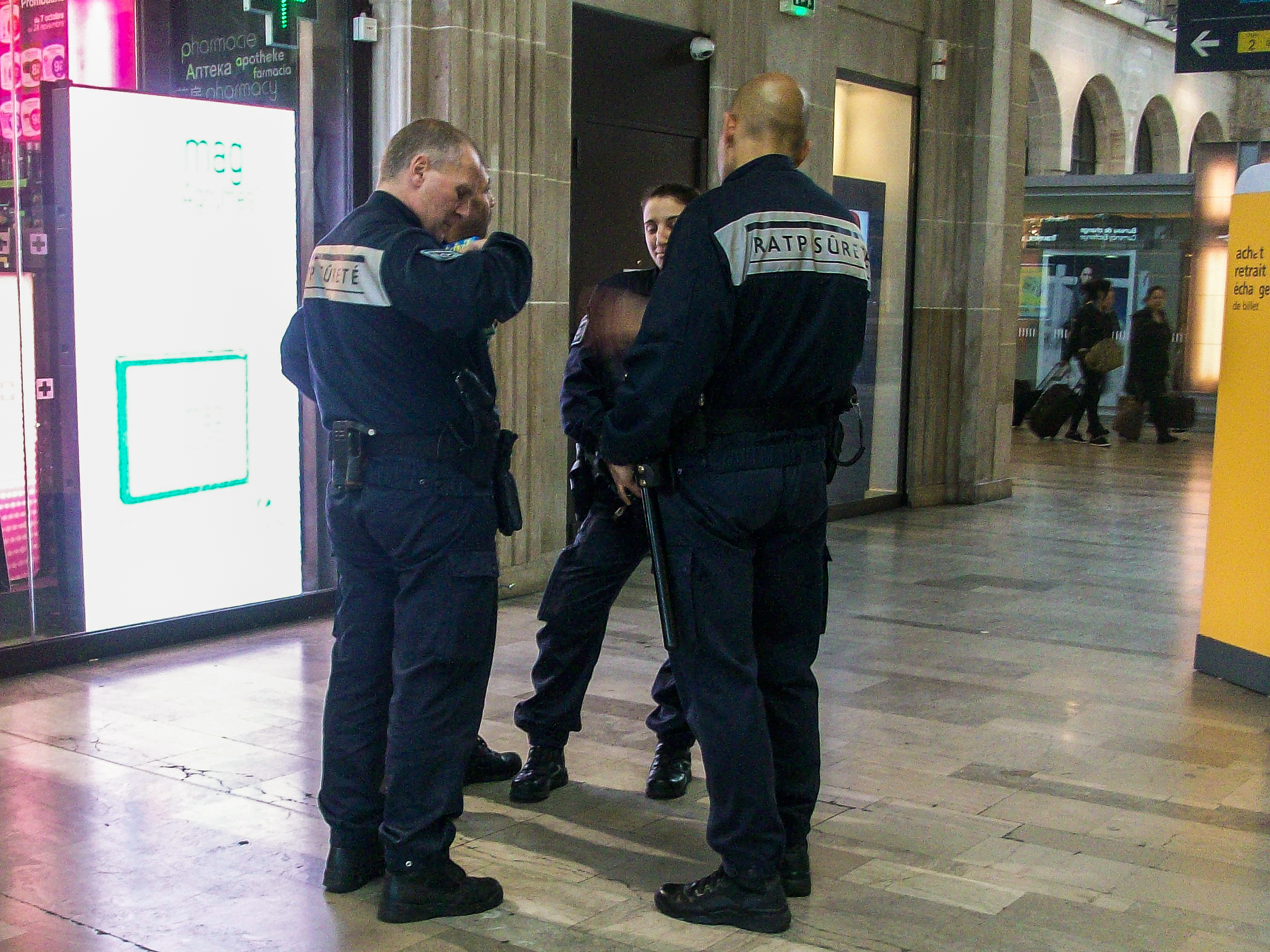
Agents du Groupe de protection et de sécurité des réseaux, police de la RATP, en gare de Paris-Est en 2013.

Le GPSR est né le 1er novembre 1994 de la fusion du GIPR (Groupe d’intervention et de protection des réseaux, 300 personnels RATP en uniforme, créé le 2 novembre 1989 et opérationnel le 3 janvier 1990) et de la Surveillance Générale RATP (la SURGE), forte de 300 personnels RATP en civil et datant de 1945.
Ces agents sont sous statut RATP, assermentés et détenteurs de l’autorisation du port d’arme de catégories B et D. Ils sont chargés dans leur domaine de compétence d’assurer la sécurité des personnes (voyageurs et agents), la protection des biens et installations de la RATP et le respect du Code des transports.
La création du GIPR en 1989 avait pour objectif d'améliorer la sécurité dans les transports RATP alors que la police était dépassée.
En 2009, 1 015 agents sont déployés sur le seul réseau de la RATP. En 2018, ils sont près de 1 000 agents chargés de veiller à la sécurité des voyageurs, des personnels et de biens.

## Missions
Le GPSR d'aujourd'hui a évolué dans ses missions (contrôles, présence visible, etc.) même si elles sont toujours principalement orientées vers la protection des biens et des personnes circulant sur le réseau francilien. Tous les agents de ce service sont assermentés et agréés par le procureur de la République, ce qui leur confère des pouvoirs de constatation et de verbalisation des infractions, notamment en matière de procès-verbaux d'infraction, autrement dit « d'amende ». Ce service est présent sur tous les moyens de transport de la RATP (métro, RER, bus, tramway, etc.).

## Formation
La formation des agents dure quatre mois et comprend une importante partie sur des questions en rapport avec le domaine juridique ou sur d'autres domaines plus spécifiques aux métiers de la RATP.

## Armement
Un millier de pistolets XDM-9 de l'entreprise croate HS Produkt avec des holsters Radar sont livrés durant le second semestre 2018,.

## Membres célèbres du GPSR
- Steeve Guénot, médaille d'or en lutte gréco-romaine aux Jeux olympiques de Pékin 2008, catégorie -66 kg.
- Christophe Guénot, médaille de bronze en lutte gréco-romaine aux Jeux olympiques de Pékin  2008, catégorie -74 kg.